# Thomas Hynes House
Pour les articles homonymes, voir Hynes.
 (décembre 2019).
La Thomas Hynes House est une maison américaine dans le centre-ville d'Aspen, dans le Colorado. Elle est inscrite au Registre national des lieux historiques depuis le 6 mars 1987.